# Heterococcaceae
Famille
Les Heterococcaceae sont une famille d'algues de l'embranchement des Ochrophyta  de la classe des Xanthophyceae et de l’ordre des  Tribonematales.

## Étymologie
Le nom vient du genre type Heterococcus, de hetero, différent, (en référence ici, aux flagelles de longueurs différentes), et du grec κοκκοσ / kokkos, « graine ; pépin ; baie », littéralement « graines aux flagelles de longueurs différentes ».

## Description
Les Heterococcus sont des algues qui « laissent clairement apparaître la division en une partie rampante et une partie ascendante, bien que, chez les différentes espèces, les parties rampantes et ascendantes n'ont pas toujours la même épaisseur ou ne sont pas toujours nettement différenciées ». 

## Liste des genres
Selon AlgaeBase (17 avril 2022) :
- Aeronema J.W.Snow, 1911
- Capitulariella Pascher, 1944
- Chaetopedia Pascher, 1939
- Fremya P.A.Dangeard, 1934 nom. illeg.
- Heterococcus Chodat, 1908 - genre type
- Heteropedia Pascher, 1939
- Monocilia Gerneck ex Wille, 1909
- Pirula J.W.Snow, 1912
- Prirulus J.W.Snow, 1911
- Sphagnoikos P.C.Silva, 1979